# أود يارل بيدرسن
أود يارل بيدرسن (بالنرويجية البوكمول: Odd Jarl Pedersen)‏ هو منافس ألعاب قوى وقاضي نرويجي، ولد في 7 ديسمبر 1944، وتوفي في 19 أغسطس 2011.